# Grandia Xtreme
Grandia Xtreme (グランディア エクストリーム; Gurandeia Ekusutorīmu) ist ein Computer-Rollenspiel für die PlayStation 2, das von Game Arts produziert und 2002 von Enix veröffentlicht wurde. Das Spiel ist ein Ableger der Grandia-Serie.

## Handlung
Die fiktive Welt von Grandia Xtreme wird von drei Rassen bevölkert: Den militärischen und mit Ressourcen ausgestatteten Menschen; den spitzohrigen Arcadians, gekennzeichnet durch ihre Magie; und den Stamm der Hazmans, die tierartige Wesen sind. Zum Anfang des Spiels haben diese drei Rassen ein Bündnis für mehrere Jahre geschlossen, aber eine Naturkatastrophe, die Elemental Disorder (zu deutsch: elementare Störung), bedroht dieses Bündnis. Als Reaktion darauf konzentrieren sich die Menschen mit ihrer Nortis-Armee auf die Erforschung der Ursache dieser Störung. Es wird hierbei versucht, die Vertreter der anderen Rassen zur Hilfe zu rufen, aber diese werden misstrauisch, da sie denken, diese Katastrophe sei künstlich erzeugt worden.
Der Spieler nimmt die Rolle von Evann, einem jungen Ranger, der die Technologie bestimmter Ruinen seiner Welt aktivieren möchte, ein. Evann trainierte sich selbst und kann seit dem Tod seines Vaters mit dem Schwert umgehen, hat aber keine richtige Arbeitsethik entwickelt. Er erlebt eine Reihe von Ereignissen, aufgrund derer er die Ursache der elementaren Störung erforschen, die wirklichen Absichten des Militärs aufdecken und die versteckten Geheimnisse der Ruinen lüften will.
Sieben spielbare Charaktere treten der Gruppe von Evann während des Spiels bei.
- Carmyne, eine Sergeantin der Nortis-Armee, die mit einem Säbel kämpft.
- Brandol, ein mutiger und höflicher Soldat, der mit einem Langschwert kämpft.
- Myam, eine junge und impulsive Bogenschützin aus Hazma.
- Lutina, eine kaltblütige Offizierin aus Arcadia, die mit einem Dolch kämpft.
- Ulk, ein alter Hazman, der mit seiner Axt für die Nortis-Armee kämpft.
- Titto, ein junger und schüchterner Junge aus Arcadia, der mit einem Messer kämpft.
- Jaid, ein arroganter Ritter von Arcadia.

Alle acht Charaktere vereinen ihre Kräfte, um sich den Problemen ihrer Welt zu stellen.

## Spielprinzip
Grandia Xtreme ist sehr ähnlich im Vergleich zu den Vorgängern der Serie, da es sich um ein traditionelles Rollenspiel handelt. Es gibt zufällige Kämpfe, die in verschiedenen Dungeons ausgetragen werden. Die Kämpfe finden in einem dreidimensionalen Kampffeld statt, wo die Charaktere sich bewegen können und gegen Feinde kämpfen, sobald sie ihnen näher kommen. Außerdem ist das Kampfsystem zu Grandia II identisch, mit der Ausnahme, dass die Kampf-Anzeige früher als horizontale Linie ausgelegt war und nun ein Kreis ist, indem die Charakter-Bilder sich im Uhrzeigersinn drehen. Jedes dieser Bilder repräsentiert einen spielbaren Charakter oder einen Feind im Kampf und wenn eines dieser Bilder die obere Hälfte des Kreises erreicht, wird der Charakter, dessen Bild dort angezeigt wird, zum Angriff, zur Verteidigung, zur Verwendung eines Gegenstands oder zum Fliehen aus dem Kampf, aufgefordert.
Der Spieler ist in der Lage das Spiel durch verschiedene Dungeons und der Vervollständigung von Puzzle artigen Problemen zum Fortschritt zu bringen. Der Spielstand kann über wiederkehrenden regenbogenfarbigen Speicherpunkten gespeichert werden. An einigen Orten gibt es auch die sogenannten Geo Gates, die den Spieler zurück in die Stadt teleportieren. Diese Geo Gates können von Rangern erschaffen werden, wenn der Geo Stream (oder auch Geo Strom) stark ist. Einige dieser Geo Gates können nur zurück in die Stadt benutzt werden, an den Ort zurück jedoch nicht. Nach der Verwendung dieser Geo Gates muss der Spieler den Dungeon erneut beginnen.
Im Gegensatz zu RPGs, die sich stark auf die Geschichte konzentrieren, fokussiert sich Grandia Xtreme mehr auf das Trainieren der Fähigkeiten, das Sammeln von neuer Ausrüstung und das Erlernen neuer Fähigkeiten, ähnlich wie einige Titel aus der Final-Fantasy-Serie. Es gibt nur sieben Haupt-Dungeons und drei Neben-Dungeons (eines davon ist erst erreichbar, wenn der letzte Endgegner besiegt wurde). Im ersten Durchgang wird es nötig sein einige Dungeons zu wiederholen, um stark genug zu sein, schwere Kämpfe zu überstehen.

## Entwicklung
Eine neue Arbeit an der Grandia-Serie wurde offiziell von Game Arts am 1. Juni 2001 bekanntgegeben. Damals hieß der vorläufige Titel noch Grandia X und wurde später in Grandia Xtreme umbenannt, als Enix ¥99,2 Millionen (oder auch 15 % des Unternehmens) an Kapital in Game Arts investiert hatte. Das Spiel war das erste Spiel von Game Arts, das exklusiv für die PlayStation 2 entwickelt wurde. Während vorherige Titel der Grandia-Serie traditionelle Rollenspiele waren, nahmen sie einen neuen Titel, um das Spiel von der regulären Grandia-Serie abzugrenzen, da sie eine andere Richtung gegangen waren und das Spiel als Action-Rollenspiel oder als Dungeon Crawler beschrieben, um Gelegenheitsspieler anzusprechen. Für das Design entschieden sich Enix und Game Arts für Kamui Fujiwara, der zuvor Terranigma gestaltet hatte. Die gesamte Entwicklung des Spiels überspannte 18 Monate.
Eine "aggressive" Marketing-Kampagne war geplant um das Spiel und die Grandia-Serie als Marke der Zukunft, keine Eintagsfliege zu vermarkten. Vorgestellt wurde Grandia Xtreme mit einem Trailer auf der Tokyo Game Show im August 2001 und in spielbarer Form auf der World Happy Fair of Tokyo im Januar 2002. Ein Video zum Spiel war außerdem in einer Ausgabe der Famitsu Game Wave DVD vorhanden. Schließlich wurde das Spiel am 31. Januar 2002 in Japan veröffentlicht. Dabei gab es eine limitierte Version, in der man als Bonus eine Grandia Xtreme Taschenuhr und ein kleines Geo Gate Diorama, das den Protagonisten Evann darstellt. Käufer, die das Spiel vorbestellten erhielten außerdem eine Grandia Miniatur-Einkaufstasche.
Die Synchronisation der englischen Version wurde von WorldLink Technologies in Seattle, Washington mit großem Engagement von Enix America aufgenommen. Mark Hamill synchronisierte die Stimme des Antagonisten Colonel Kroitz, während Dean Cain die Hauptrolle Evann und Lisa Loeb die Rolle Lutina synchronisierten. Die nordamerikanische Version wurde auf er E3 in Los Angeles, Kalifornien, im Mai 2002 vorgestellt und am 30. September des Jahres in Nordamerika veröffentlicht. Hierfür ging Enix America eine Partnerschaft mit Versus Books ein, um ein Lösungsbuch des Spiels zu veröffentlichen, um das Bewusstsein des Franchising zu expandieren. Außerdem ging das Unternehmen eine Partnerschaft mit der Website RPGFan ein, um einen Quiz-Wettbewerb für einen Gewinn von dem Spiel und dem Lösungsbuch zu veranstalten.

## Musik
Die Musik des Spiels wurde von Noriyuki Iwadare über ein halbes Jahr lang komponiert. Der Fokus der Musik lag auf der Kampf- und Dungeon-Musik und auf einem Titelsong über Freundschaft. Es gab insbesondere Schwierigkeiten bei der Vervollständigung der Eröffnungsmelodie Theme of Xtreme, da dem Komponisten für zwei Monate die Inspiration gefehlt hatte. Nachdem er Beratung von einem Entwicklungs-Mitarbeiter bekam und ihm klar wurde, dass das Spiel ein Grandia-Spiel ist, gelang es Iwadare die Eröffnungsmelodie zu vollenden. Er versuchte dies mit einem Gefühl der Kameradschaft, um ein Lied zu kreieren, das jeden der es hört motiviert. Der Titel Quan Li wurde mit dem Motiv derselben Melodie der Abspannmelodie komponiert. Iwadare war besonders stolz über diese Produktion und basierte die Abspannmelodie auf die Grundlage der Liebe zur Menschheit.
Der Soundtrack für das Spiel wurde in Japan über Two Five Records vermarktet und am 1. März 2002 veröffentlicht. Die Abspannmelodie wurde mit einer stimmlichen Version mit dem Titel Rein-car-nation ersetzt, die von der Japanerin Kaori Kawasumi gesungen wurde. Eines der Kampfmelodien Combat 2 war nicht auf dem Album vertreten, weil Iwadare dachte, es gehört nicht zu seinen Favoriten und es sei nicht perfekt. Er äußerte sich dazu, dass wenn eine zweite Version des Albums veröffentlicht werden sollte, er für den Titel zustimmen würde.

### Titelliste
| Nr. | Titel                                         | Länge (in Minuten) |
| --- | --------------------------------------------- | ------------------ |
| 1.  | Theme of Xtreme                               | 2:56               |
| 2.  | Rokka (ロッカ)                                | 4:11               |
| 3.  | Escarle (エスカーレ)                          | 4:10               |
| 4.  | Upper Class (上流階級)                        | 2:54               |
| 5.  | Jolly Life!                                   | 1:18               |
| 6.  | Good Meal!!                                   | 3:04               |
| 7.  | Spirits Run Wild (精霊暴走)                   | 2:23               |
| 8.  | The Mole's Nest (土竜の巣)                    | 4:28               |
| 9.  | Eye of the Firestorm (炎雲の目)               | 2:47               |
| 10. | Combat 1                                      | 3:52               |
| 11. | Source of the Waves (波頭の源)                | 4:09               |
| 12. | Top of the Tailwind (逆風の頂)                | 3:30               |
| 13. | Combat 3                                      | 4:08               |
| 14. | Illusory Grasslands (幻想の草原)              | 2:42               |
| 15. | Dark Ruins (闇遺跡)                           | 2:53               |
| 16. | Kroitz (グロイツ)                             | 3:45               |
| 17. | Combat 4                                      | 3:52               |
| 18. | Crack in the Earth (大地の裂け目)             | 4:26               |
| 19. | Quan Li (クァン・リー)                        | 3:26               |
| 20. | Combat 5: Last Battle                         | 5:01               |
| 21. | Rein-car-nation (gesungen von Kaori Kawasumi) | 4:43               |

- Die Gesamtlänge des Soundtrack-Albums beträgt 74:38 Minuten.
- Vermarktet wurde das Album unter dem Namen Grandia Xtreme Original Soundtracks und Grandia Xtreme OST.

## Weitere Details
Mit 247.430 verkauften Einheiten war es das 54. meistverkaufte Computerspiel in Japan, 2002.
Im Rahmen des Game Arts Game Archives Festivals veröffentlichte man am 17. Dezember 2014 das Computerspiel auf der PlayStation 3 unter der Kategorie PS2 Classics, jedoch nur in Japan.

## Wertung
Grandia Xtreme bekam gemischte Kritiken, von GameRankings bekam es 71,12 % und von Metacritic bekam es eine Wertung von 68 %. In der Famitsu erreichte das Spiel 33/40 Punkte und IGN vergab 7,5 von 10 Punkten.
Das Spiel wurde von IGN als siebtmeist herausforderndstes PlayStation 2 Spiel gewählt. Als Gründe wurden das herausfordernde Kampfsystem und die Horden von Feinden erwähnt.